# Alberca

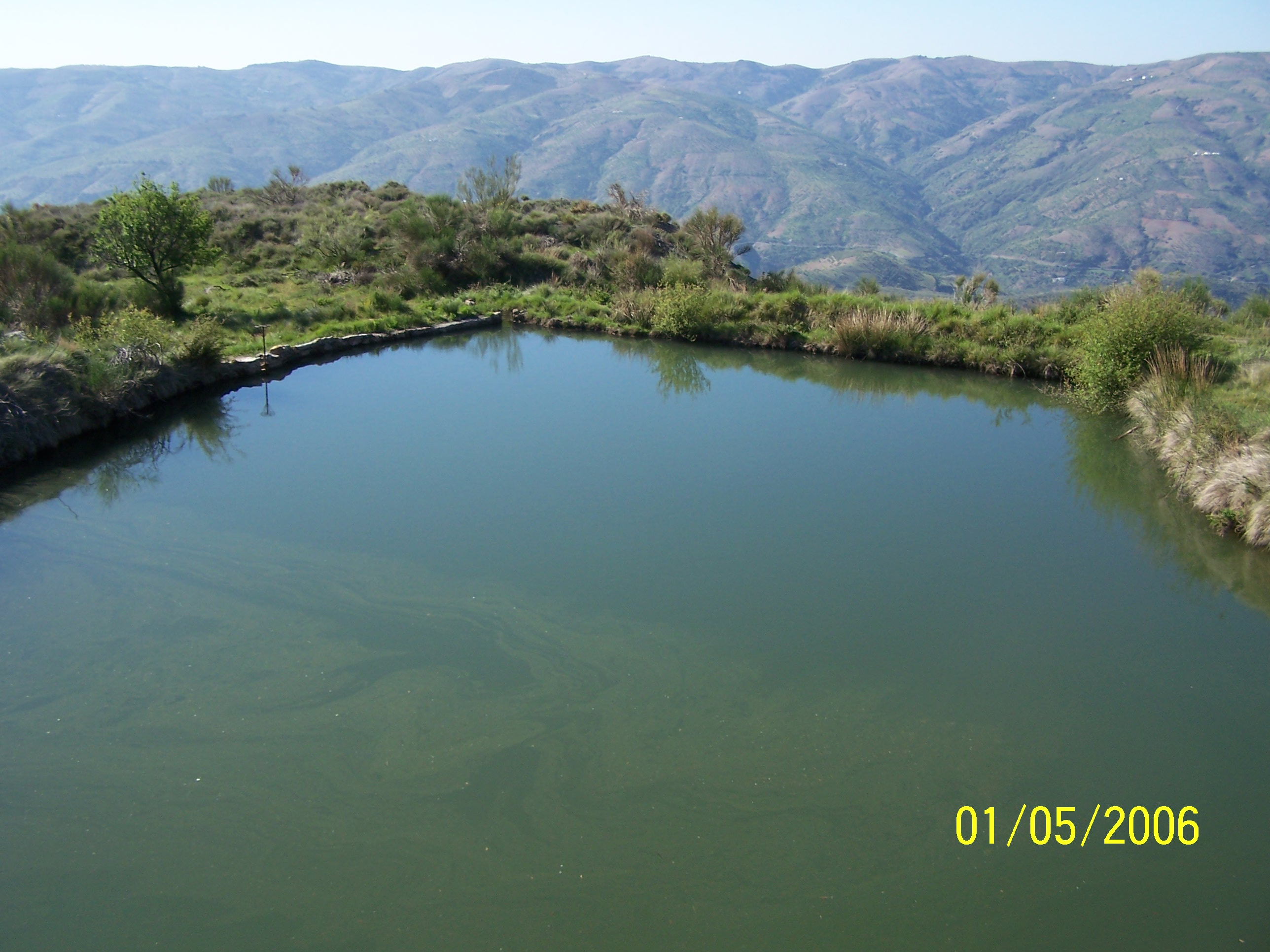
Alberca de riego en Nieles (La Alpujarra).

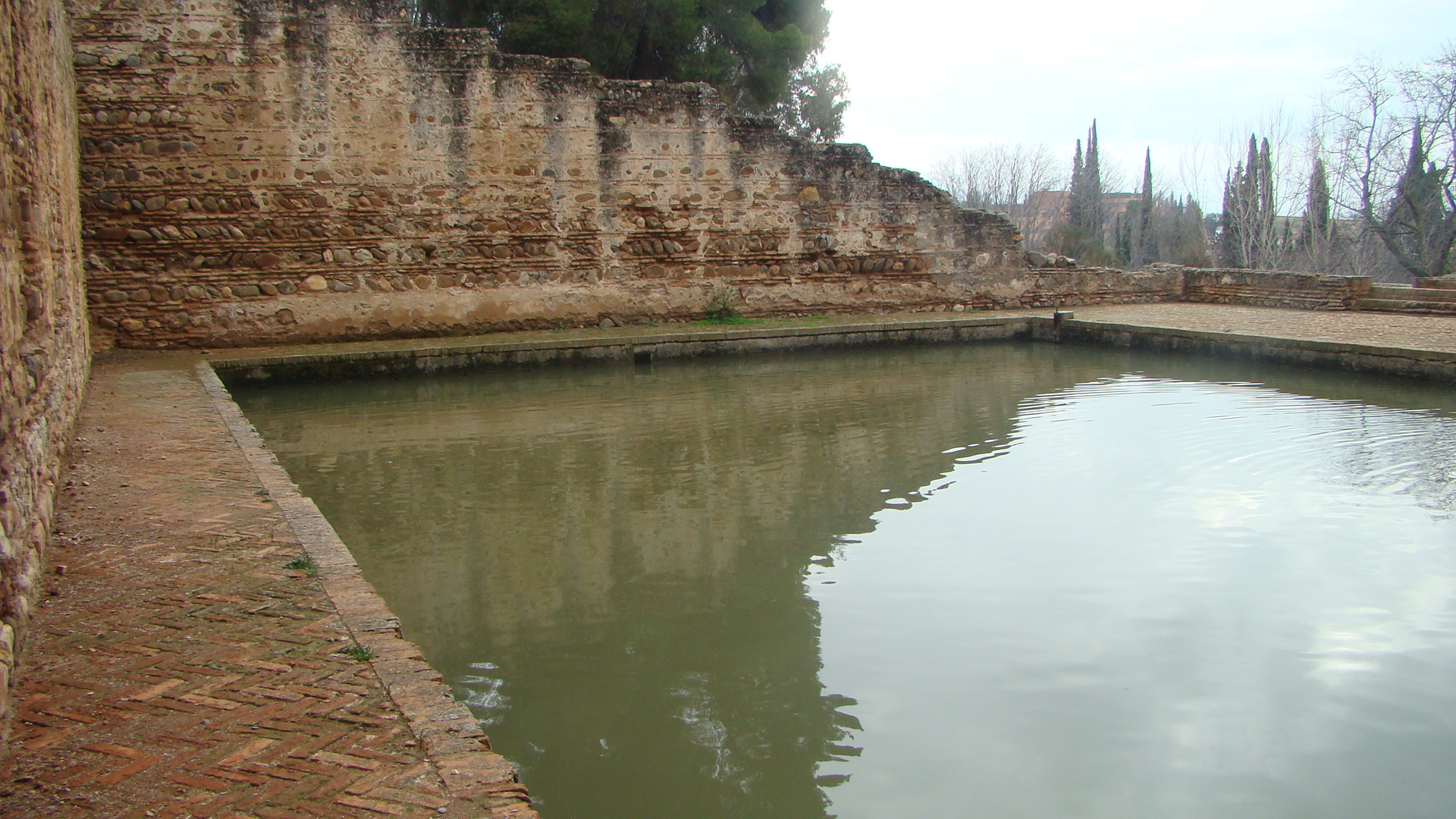
Albercón de las Damas (Granada).

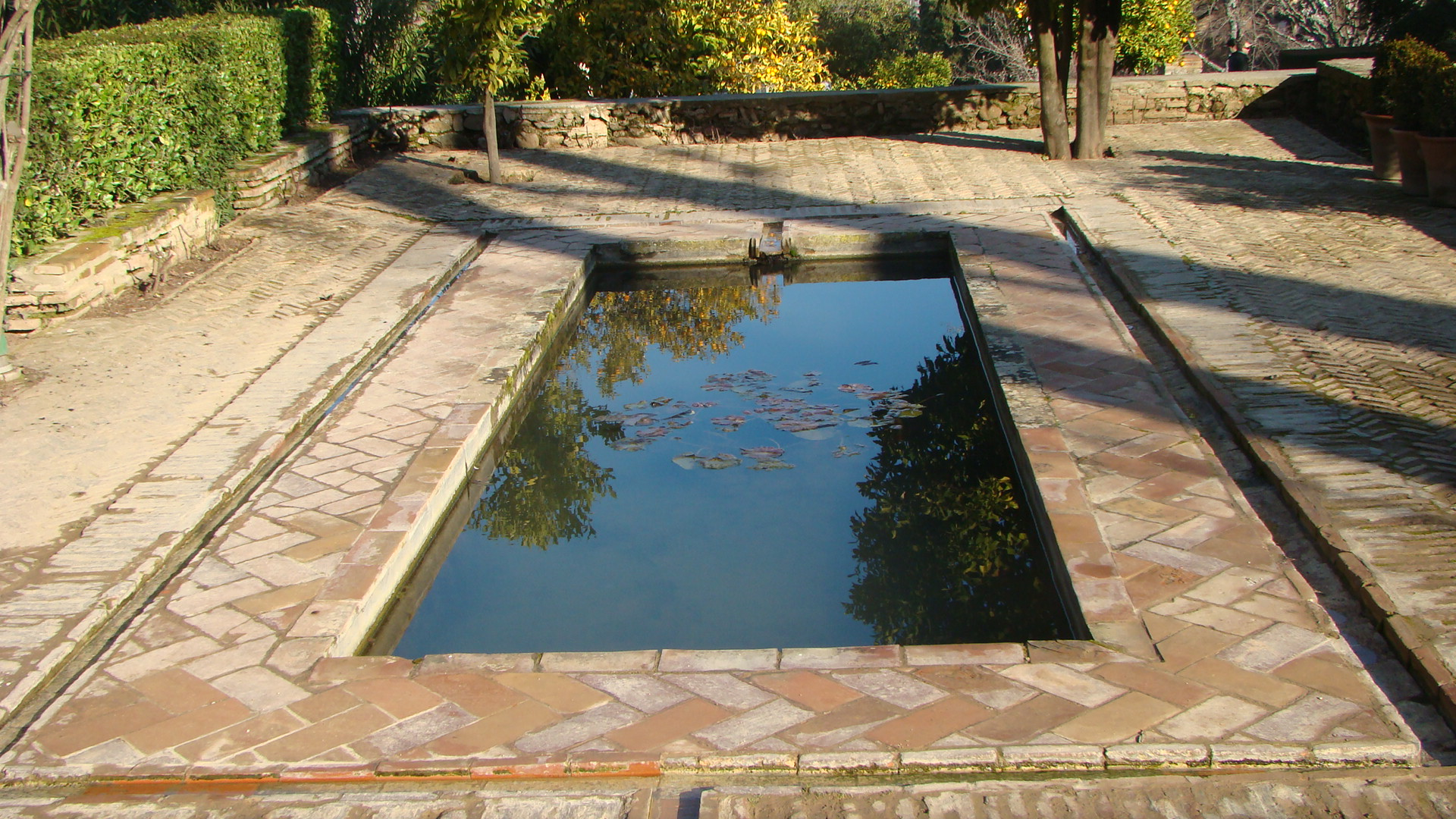
Alberca ornamental en el Palacio de Yusuf III (Alhambra).

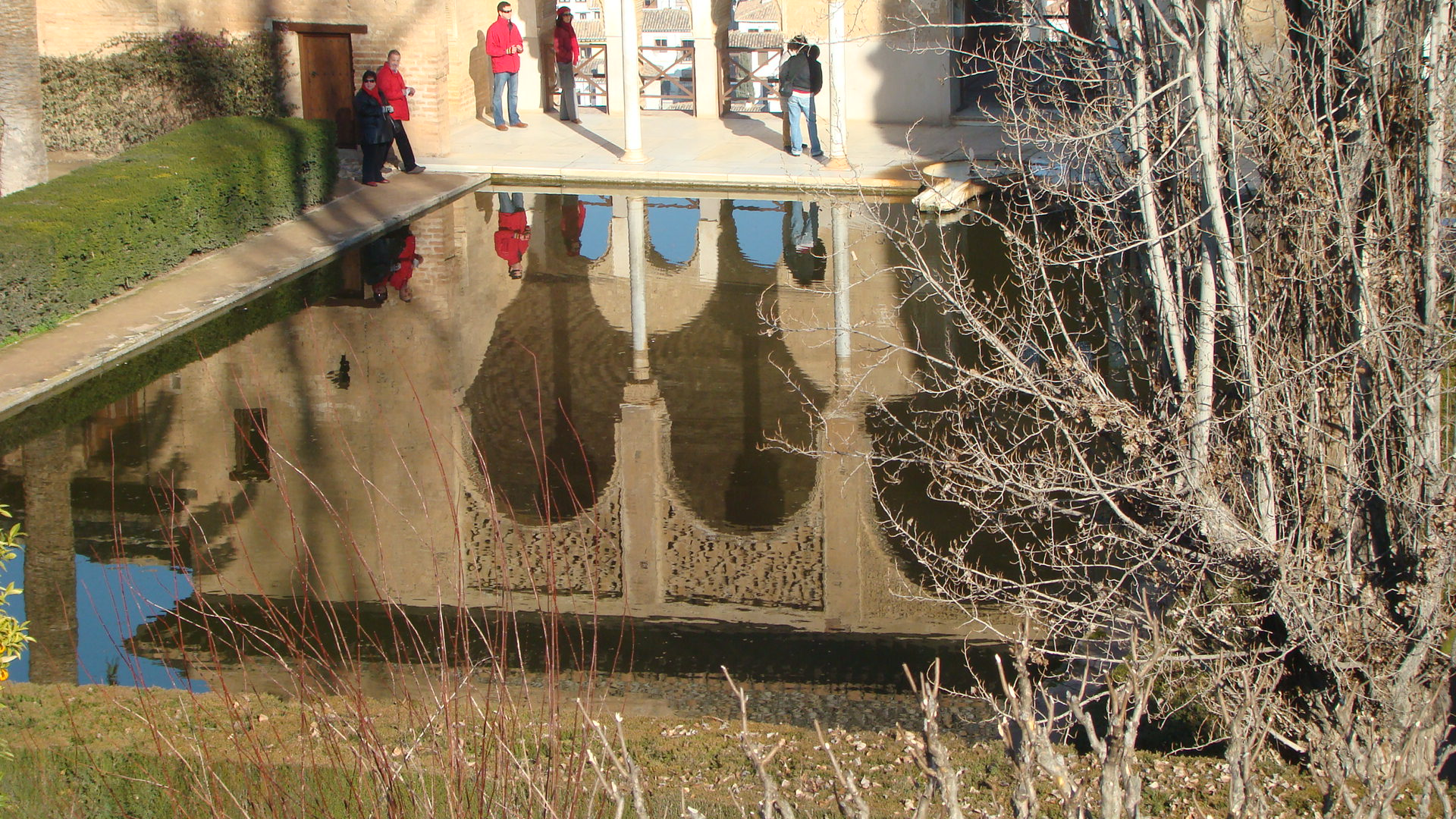
Alberca de El Partal.

Una alberca (del árabe hispánico albírka, y este del árabe clásico birkah) es una construcción hidráulica excavada en la tierra, fabricada a base de ladrillo, tapial o mampostería en forma de estanque para almacenar agua, usualmente para el riego.  
El término alberca se utiliza en países como México para referirse a las piscinas.  

## Origen
El concepto de alberca, en cuanto que estanque artificial, es conocido en todas las civilizaciones, con usos similares a los descritos para aquellas. Es el uso intensivo de este tipo de recurso técnico para el regadío, como elemento de la red de acequias, lo que da relevancia al modelo de alberca andalusí.
Incluso el uso ornamental y de ocio se dio de forma clara en la arquitectura griega, persa, mesopotámica y, por supuesto, romana, en cuyas casas, el jardín era un entorno vital importante. Sin embargo, la civilización islámica refinó e intensificó todos estos conceptos.
La aplicación de la denominación alberca a este tipo de construcciones, data del siglo XIII. Dos siglos más tarde, se registran los primeros textos que extienden el concepto a cualquier edificación sin techumbre, aunque no se dedique a la recogida de agua, que es una segunda acepción recogida por la RAE.

## Tipos de albercas
Según su finalidad, se puede distinguir varios tipos de alberca:
- La alberca de riego. Suelen ser estanques de dimensiones reducidas, normalmente la necesaria para regar las parcelas a las que están asociadas, que reciben el agua de un ramal de acequia de uso común. En La Alpujarra (Granada) se han datado algunas albercas de este tipo en épocas anteriores al siglo XV, como en el caso de la Alberca de Tímar, junto a una ruta medieval. Suelen estar vinculadas a zonas que se explotaron intensivamente mediante regadío en la Edad Media. Estas antiguas albercas consisten en una excavación realizada en el terreno, con interior cóncavo, de forma que se dificulte la pérdida de agua, a la vez que se evita que la presión reviente las paredes laterales. Tan sólo un pequeño muro de piedra refuerza la salida del agua o "piquera", que se cerraba mediante un rollizo vertical de madera.[4]
- La alberca de distribución o albercón. Estanques de gran tamaño, cuya función es recoger agua procedente, bien de acequias principales, bien de escorrentías o de precipitaciones, para almacenarla y distribuirla en momentos de escasez. Existen ejemplos de gran valor histórico, como el Estanque de las Damas, en el paraje conocido como Los Albercones, en la Alhambra, que se nutría de la Acequia Real, situada a una altitud inferior, gracias a una canalización subterránea y al funcionamiento de una noria de sangre, que elevaba el agua desde un pozo.[5] También el Albercón de Nieles, o la Alberca Grande de Mecina, ambas en la Alpujarra, están datados con anterioridad al siglo XVII. Hoy en día, se construyen balsas de gran tamaño, con materiales modernos, para la distribución de agua tanto para regadío como para abastecimiento, a modo de pequeños embalses.
- La alberca ornamental. La vivienda de la población granadina acomodada, en la época de Al-Ándalus, estaba organizada alrededor de un patio con una pequeña alberca cuya función era ornamental y ambiental. Solían situarse en el centro del patio, con acabado en ladrillo o piedra, y una pequeña fuente que, mediante un canalillo, vierte sus aguas a aquella. Las casas de más entidad y palacios, desarrollaron este modelo hasta niveles de gran valor arquitectónico y artístico, como ocurre en los palacios de la Alhambra y el Generalife, en Granada. En este tipo de alberca, las grandes superficies de agua se entienden por los artistas musulmanes como superficies extendidas de decoración, reflejando la arquitectura y, a la vez, enriqueciendo la imagen del edificio reflejado.[6]
- La alberca de ocio. En muchos casos, las albercas de los Palacios tenían un destino más relacionado con el ocio que con la mera ornamentación: Juegos navales (como era el caso de la gran alberca, hoy desaparecida, del Palacio de Alcázar Genil, en Granada), baño, etc. En este sentido, cabe entender la aplicación de la palabra alberca a las piscinas, no solo en América, sino en determinadas zonas de Andalucía.